# 5036 Таттл
5036 Таттл (5036 Tuttle) — астероїд головного поясу, відкритий 31 жовтня 1991 року.
Тіссеранів параметр щодо Юпітера — 3,182.
Названо на честь Хораса Парнелла Таттла (Туттль, англ. Horace Parnell Tuttle, 1837-1923) — американського астронома.